# Văn học Bồ Đào Nha

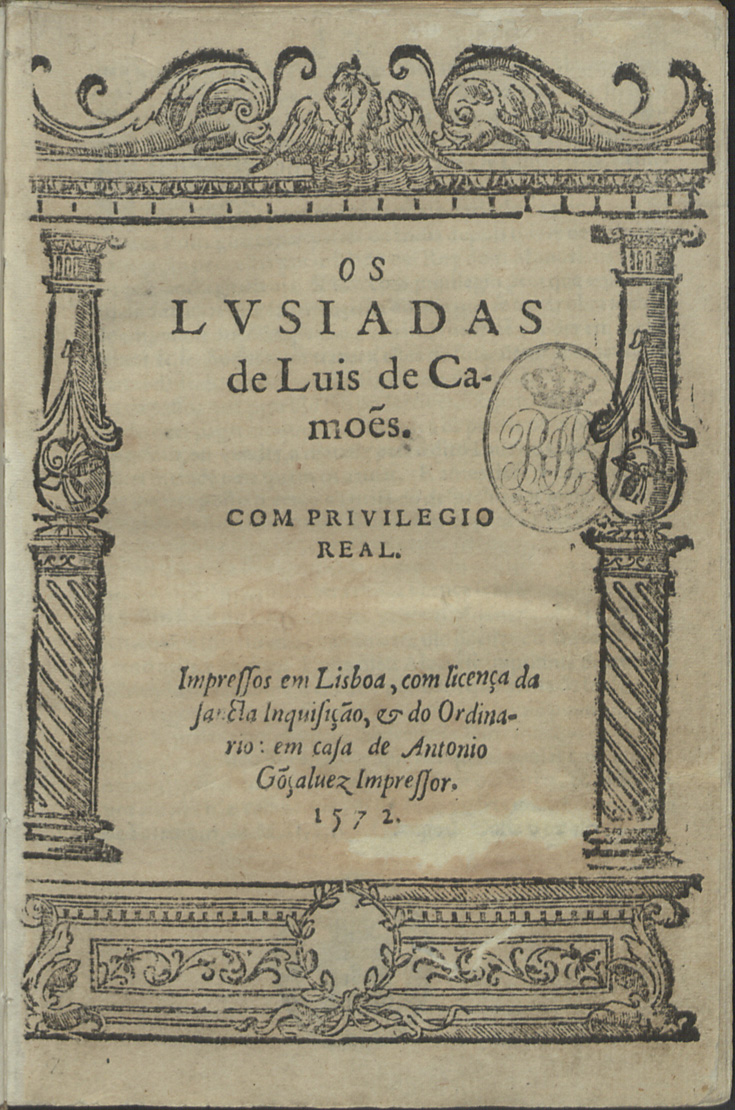
" Os Lusíadas " của Luís Vaz de Camões

Văn học Bồ Đào Nha, nói chung, văn học viết bằng tiếng Bồ Đào Nha, đặc biệt là do công dân Bồ Đào Nha sáng tác; nó cũng có thể đề cập đến văn học được viết bởi những người sống ở Bồ Đào Nha, Brazil, Angola và Mozambique, cũng như các quốc gia nói tiếng Bồ Đào Nha khác. Một ví dụ ban đầu của văn học Bồ Đào Nha là truyền thống của thơ ca Galicia-Bồ Đào Nha thời trung cổ, ban đầu được phát triển ở Galicia và miền bắc Bồ Đào Nha. Văn học Bồ Đào Nha được phân biệt bởi sự phong phú và đa dạng của thơ trữ tình, đặc trưng của nó từ đầu ngôn ngữ của nó, sau khi La Mã chiếm đóng; bằng sự giàu có của văn bản lịch sử ghi lại những người cai trị, chinh phục và bành trướng của Bồ Đào Nha; sau đó được coi là Thời kỳ hoàng kim của thời kỳ Phục hưng mà nó tạo thành một phần của bộ phim Phục hưng đạo đức và ngụ ngôn của Gil Vicente, Bernardim Ribeiro, Sá de Miranda và đặc biệt là sử thi quốc gia vĩ đại của thế kỷ 16 của Luís de Camões, tác giả của quốc gia và bài thơ sử thi Os Lusíadas.
Thế kỷ XVII được đánh dấu bằng sự ra đời của Baroque ở Bồ Đào Nha và thường được coi là thế kỷ của sự suy đồi văn học, bất chấp sự tồn tại của các nhà văn như Cha António Vieira, Padre Manuel Bernardes và Francisco Coleues Lobo.
Các nhà văn của thế kỷ 18 đã cố gắng chống lại sự suy đồi nhất định của giai đoạn baroque bằng cách nỗ lực phục hồi mức độ chất lượng đạt được trong Thời đại Vàng, thông qua việc tạo ra các học viện và Arcadias văn học - đó là thời của Tân cổ điển. Vào thế kỷ XIX, các lý tưởng tân cổ điển đã bị bỏ rơi, với việc Almeida Garrett giới thiệu Chủ nghĩa lãng mạn, tiếp theo là Alexandre Herculano và Camilo Castelo Branco.
Trong nửa sau của thế kỷ XIX, Chủ nghĩa hiện thực (về các đặc điểm tự nhiên) đã phát triển trong cách viết tiểu thuyết, với các nhà văn bao gồm Eça de Queiroz và Ramalho Ortigão. Xu hướng văn học trong thế kỷ XX được đại diện chủ yếu bởi Fernando Pessoa, được coi là một trong những nhà thơ quốc gia vĩ đại nhất cùng với Camões, và trong những năm sau đó, bởi sự phát triển của tiểu thuyết văn xuôi, nhờ các tác giả như António Lobo Antunes và Jose Saramago, giành giải thưởng Nobel Văn học.